# Einsiedlerstein (Sankt Thomas am Blasenstein)

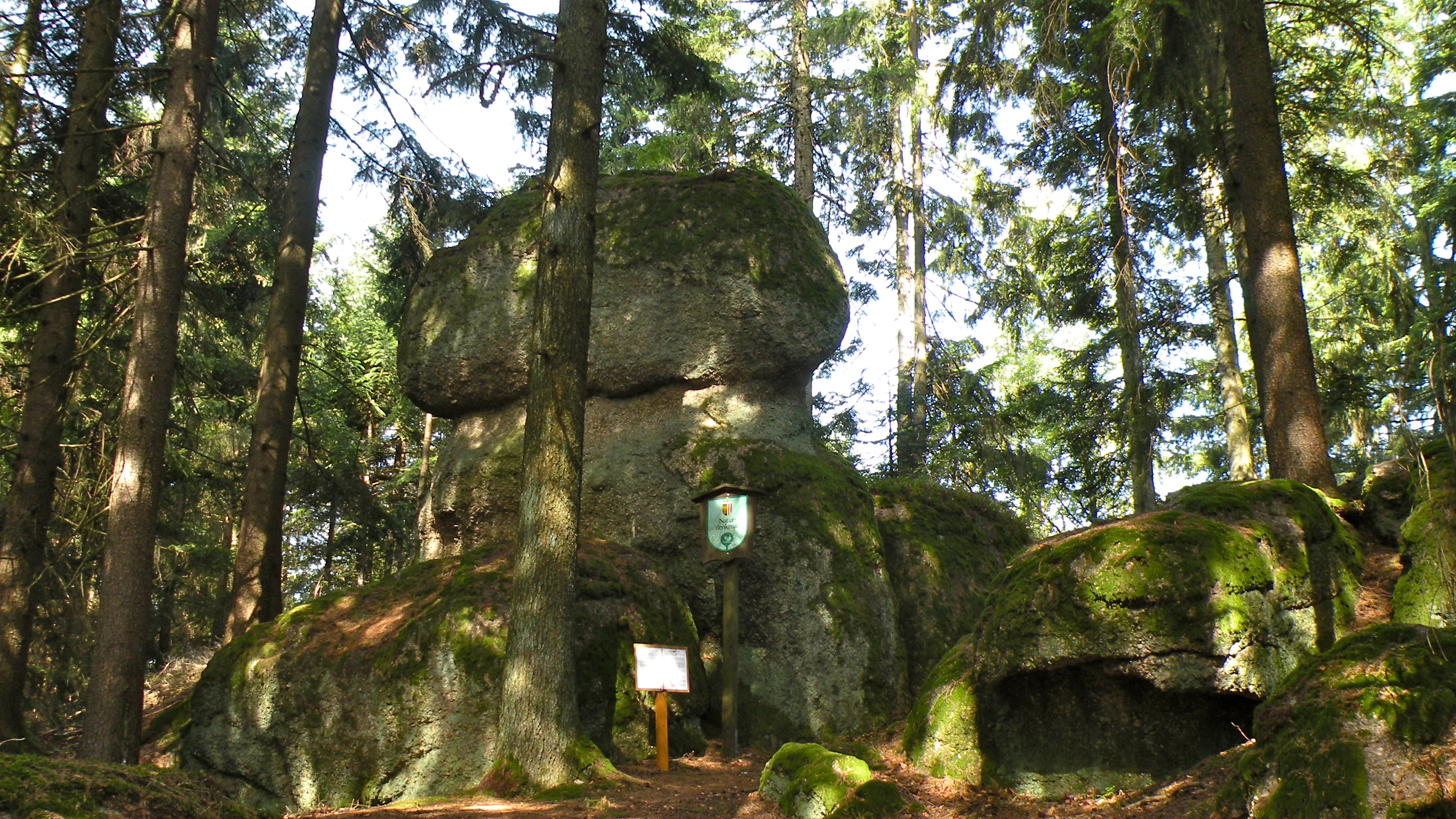
Einsiedlerstein (Phallusstein) in St. Thomas am Blasenstein in Oberösterreich

Der Einsiedlerstein (wegen seiner phallischen Form auch Phallusstein genannt) ist eine Felsformation im Naturpark Mühlviertel in der Marktgemeinde St. Thomas am Blasenstein im Bezirk Perg in Oberösterreich.

## Beschreibung
Der Einsiedlerstein ist ein bis zu sechs Meter hohes pilzartiges Felsengebilde aus Weinsberger Granit mit vorgelagerten Granitblöcken. Das Erscheinungsbild des Felsens ist von Wollsackverwitterung geprägt, wie sie für das Mühl- und Waldviertel typisch ist. 
Am Felsen befindet sich eine „Opferschale“ mit einem Durchmesser und einer Tiefe von jeweils etwa einem Meter.
Derartige Schalen und Opfersteine finden sich in der Gegend häufig in unmittelbarer Nähe alter Rodungshöfe, die wahrscheinlich bereits uralte Vorläufer hatten. Die Schalen sind entweder natürlich durch chemische Auswitterung, tropfendes Wasser, Wassermühlen oder durch Ausreiben, Ausstemmen oder Ausbrennen entstanden.
Der Einsiedlerstein ist als geologisches Naturdenkmal ausgewiesen.